# David Handler
David Handler (Los Angeles, 1952) è uno scrittore statunitense.
Autore di varie serie di gialli, è nato e cresciuto a Los Angeles, ma ha iniziato la sua carriera a New York come giornalista. Ha pubblicato due romanzi di grande successo Kiddo e Boss prima di dedicarsi alla letteratura poliziesca. Attualmente vive in una casa bicentenaria a Old Lyme, Connecticut.

## Carriera
Acclamato dalla critica americana e internazionale, ha lavorato come ghostwriter e come autore e produttore televisivo. Autore di varie collane di Misteri (Mysteries) ha esordito nel 1988, a New York, anno in cui pubblicò The Man Who Died Laughing, il primo di una serie di gialli con protagonista Stewart Hoag e che, insieme ad altri sette romanzi, costituisce la saga Hoagy & Lulu Mysteries.
Di recente ha creato una nuova serie, The Cold Blue Blood (2001) che introduce un nuovo protagonista seriale, il critico cinematografico newyorchese Mitch Berger, che combatte la propria natura solitaria risolvendo crimini insieme al tenente di polizia Desiree Mitry. La coppia è divenuta protagonista di altri otto libri della serie, di cui l'ultimo è The Snow White Christmas Cookie (2012).

## Collane
- Benji Golden Mysteries
- Berger & Mitry Mysteries
- Hoagy & Lulu Mysteries
- Thriller
- Racconti non di mistero (Non-Mysteries)

## Collana "Hoagy & Lulu Mysteries"
La collana racconta le avventure di un "ghostwriter", Stewart Hoag, detto Hoagy. A questo proposito è famosa la risposta del protagonista a chi gli domanda «Hoagy? Come Carmichael?» risponde «No, come il panino». Accompagnato dalla sua Lulù, un particolarissimo e intuitivo basset hound, vive varie avventure di delitti e misteri.

## Il paninoHoagy
Nel libro L'uomo che dava del tu a Mick Jagger, il protagonista spiega che cosa è un "hoagy": «è un panino con sottili fette di carne, cipolla cotta in padella, funghi e formaggio fuso». Da assaggiare a Filadelfia, la città della Liberty Bell.

## Traduzioni italiane
Della collana Hoagy & Lulu sono stati tradotti solo tre libri: L'uomo che era solo un attore, L'uomo che voleva essere Francis Scott Fitzgerald, L'uomo che dava del tu a Mick Jagger. 
Della collana Berger & Mitry Misteries è stato tradotto The Burnt Orange Sunrise (Un'Alba Rosso Sangue) pubblicato da Mondadori.